# Laurent Delvaux
Pour les articles homonymes, voir Delvaux.
Laurent Delvaux est un sculpteur et statuaire né à Gand, le 17 janvier 1696 et mort à Nivelles le 24 février 1778.

## Biographie

### Apprentissage
Delvaux, né dans la citadelle de Gand, est le fils de Godefroid Delvaux (ca. 1650-1743), lieutenant-cornette au régiment de Westerloo, et de Françoise Chasselat. Il reçoit probablement sa formation initiale, dans sa ville natale, auprès du sculpteur local Jean-Baptiste Van Helderberghe .
À l'âge de 18 ans, il apprend la sculpture auprès du sculpteur anversois Pierre-Denis Plumier reçu à Bruxelles en 1713  dans le corps de métier des Quatre-Couronnés . Quand il quitte Bruxelles pour Londres, son art a assimilé l'œuvre des sculpteurs Duquesnoy et de son maître Plumier.

### Londres
En 1717, muni d'une lettre de recommandation de son maître Plumier, il rejoint à Londres un compatriote anversois, Peter Scheemaeckers le jeune qui y travaille aux monuments funéraires que l'on élève alors, dans l'abbaye de Westminster, aux grands hommes d'Angleterre, dont le mausolée du 1er duc de Buckingham et Normanby et celui du médecin Hughe Chamberlayne .
En 1721, ils sont tous deux rejoints par Plumier, qui décède six mois après son arrivée à Londres . Delvaux et Scheemakers sculptent alors avec Francis Bird le monument en marbre de John Holles, 1er duc de Newcastle, dressé aussi dans l'abbaye de Westminster . En 1723, Scheemakers et Delvaux entament alors un partenariat officiel et montent dans le quartier de Millbank, cité de Westminster un atelier-comptoir. De leur atelier sortent beaucoup d'austères monuments classiques et de statues selon la mode antique, destinées aux jardins d'agrément. En 1726, les deux associés vendent leur stock,.

### Rome
En 1726, Delvaux quitte Londres pour Rome, où il restera jusqu'en 1732. Il est porteur d'une lettre de recommandation destinée au cardinal Corsini, qui sera élu au pontificat sous le nom de Clément XII en juillet 1730 . Il étudie les œuvres de ses compatriotes Jean Bologne et François Duquesnoy, des sculpteurs italiens contemporains et du XVIIe siècle et s'imprègne e.a. des œuvres du Bernin (David, Biblis et Caunus, Nymphe à la coquille, Vénus anadyomène, Hermaphrodite Borghèse, Flore Farnèse, Apollon, etc) et des sculptures antiques- récemment découvertes - dont il fait de belles copies. John Russell, duc de Belford, lui en commande un grand nombre inspirées de l'exemple antique . Il sculpte aussi le buste des papes Benoit XIII et Clément XII et honore une commande du roi du Portugal . Quand il quitte Rome pour les Pays-Bas, il a en poche un bref apostolique de Clément XII adressé au nonce à Bruxelles et chargeant celui-ci de le présenter à l'archiduchesse Marie-Élisabeth. 

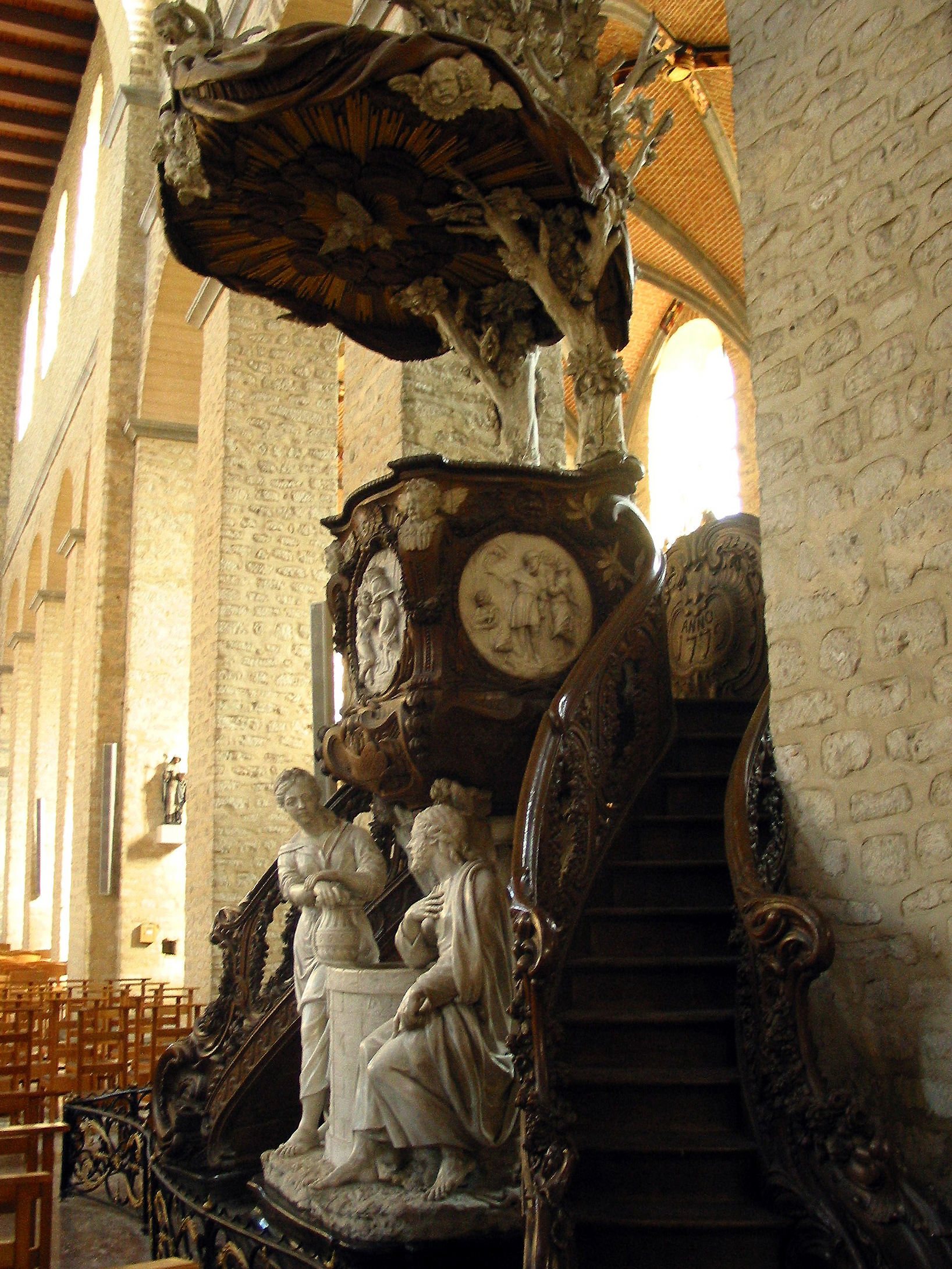
Jésus et la Samaritaine, Collégiale Sainte-Gertrude de Nivelles, 1772.

### Pays-Bas autrichiens
Comme d'autres artistes tels qu'Antoine Cardon ou Antoine Brice, il est protégé par la Cour de Bruxelles : le 28 janvier 1733, l'archiduchesse Marie-Élisabeth le nomme sculpteur de la Cour, charge que son successeur Charles de Lorraine reconduira en 1741 et qu'il conservera jusqu'à sa mort. Au printemps 1733, il fait à Londres un voyage d'affaires, y revoit son ami Scheemaeckers, livre des commandes exécutées, en reçoit de nouvelles, notamment du duc de Bedford, et revient à Bruxelles le 1er juin 1733. Peu de temps après, il s'installe à Nivelles , dans la région brabançonne d'origine de ses parents, et se remarie . Son installation à Nivelles dut coïncider avec son remariage, dont l'acte l'indique comme appartenant encore à la paroisse de Sainte-Gudule à Bruxelles : car dès le 5 février suivant, le magistrat de Nivelles accueille la requête de Laurent Delvaux "ayant épousé une fille bourgeoise", cette requête "tendant à fin de bourgeoisie".

## Œuvre
Son œuvre est très abondante, car il a maîtrisé son art durant plus de cinquante ans. Son biographe, Georges Willame, le décrit comme suit :« Cet octogénaire n'est pas encore un petit vieux à lunettes regardant de son fauteuil, derrière le rideau, des ombres indistinctes qu'il sait être des passants, mais un de ces vigoureux vieillards,... , dont on apprend la mort avec étonnement, parce qu'on ne les a jamais vus affaissés et qu'ils mettent à vivre et à se mêler a la vie une simplicité, une conscience qui les entretiennent en joie, donc en force ».
« Pleinement ancrée dans l'évolution de son temps, son œuvre illustre les profondes mutations du siècle qui voit l'Église perdre peu à peu son monopole d'inspiratrice des arts et, parallèlement, le pouvoir civil tenter d'instaurer son image et les mythes qui le fondent : l'histoire prend le pas sur la révélation. L'éclectisme dont il a fait preuve tout au long de sa carrière témoigne de son désir d'adaptation au goût du temps et à ses clients successifs, tant civils que religieux. Vu la vogue de l'anticomanie qui règne durant tout le siècle, Delvaux a très vite assimilé et intégré la plastique antique au sein de son œuvre profane. Dans le courant de plus en plus international de l'art au XVIIIe siècle, dont les centres de références sont Rome et puis Paris, le rationalisme impose peu à peu ses vues contre les désordres de l'imagination . Cette formule lapidaire, qui stigmatise l'esthétique baroque, s'applique fort bien à l'évolution de l'art de Delvaux . »
Il a travaillé pour la cour de Bruxelles (résidences de Charles de Lorraine à Bruxelles, Tervuren et Mariemont) et des cours européennes comme celle du Portugal, pour les abbayes (d'Affligem, Floreffe et Villers-la-Ville), des églises (Nivelles, Gand, Namur, Bruxelles, etc), des couvents, des particuliers ,.
Le portrait tient une place restreinte dans sa production, pourtant il le réussit avec sincérité et esprit : médaillons de sa seconde femme, de Charles de Lorraine, du maréchal Maurice de Saxe, de François Ier d'Autriche, de Louis XV...

## Élèves
Son atelier groupe des élèves qui seront parmi les représentants les plus marquants du mouvement néo-classique et ont aussi de l'originalité et du talent, entre autres :
- Adrien-Joseph Anrion (1730-1773), de Nivelles qui a sculpté e.a. La Religion, terre cuite, 1765, musées royaux des beaux-arts de Belgique
- Pierre-François Le Roy (1739-1812), de Namur
- Gilles-Lambert Godecharle (1750-1835), de Bruxelles. Il a sculpté dans le marbre le buste de son maître Laurent Delvaux, conservé aux musées royaux des beaux-arts de Belgique [20],[18]

## Descendance
Marie-Agnès Colas et Laurent Delvaux ont eu trois enfants dont un premier fils qui meurt en bas âge, un fils prénommé Jean-Godefroid (1737) et une fille prénommée Anne-Françoise (1740) .
Son petit-fils Ferdinand-Marie Delvaux fut peintre, tout comme son arrière-petit-fils Édouard Delvaux (1806-1862), neveu du précédent, qui fut un peintre de paysage talentueux, élève du paysagiste Henri Van Assche (1774-1841).

## Collections publiques

### Belgique
Le musée communal de Nivelles abrite une collection remarquable de sculptures, ébauches et projets en terre cuite dus à Laurent Delvaux.
 Autres lieux :
- statue en marbre de Saint-Joseph et l'enfant Jésus, placée aujourd'hui dans l'église Saint-Jacques-sur-Coudenberg de Bruxelles
- statues en marbre de Saint Benoit et Saint Martin, adossés à des piliers derrière le maître autel de la cathédrale Saints-Michel-et-Gudule de Bruxelles, 1753.
- statues des quatre Pères de l'Église latine, à la croisée du transept de la cathédrale Saint-Aubain de Namur
- "Les vertus théologales" (1767), groupe en marbre, musées royaux des beaux-arts de Belgique
- "Hercule", marbre, 1770, palais de Charles de Lorraine, Bruxelles
- "Hercule au repos", statuette en marbre, musées royaux des beaux-arts de Belgique
- "Mater dolorosa", bas-relief en marbre, musées royaux des beaux-arts de Belgique
- "Portrait de Charles de Lorraine", médaillon en marbre, musées royaux des beaux-arts de Belgique
- chaire de Vérité, 1741-1746, cathédrale Saint-Bavon de Gand
- statue de Saint-Lievin, marbre, église Saint-Michel de Gand
- maître-autel de la chapelle du Saint-Sang du prieuré de Bois-Seigneur-Isaac, 1752, marbre, or et bois
- chaire de vérité (1772), en marbre et bois, avec Jésus et la Samaritaine conversant au puits de Jacob, collégiale Sainte-Gertrude de Nivelles ; la chaire est ornée de rampes d'escalier de style Louis XV sculptées par l'ornemaniste Philippe Lelièvre
- retable de la conversion de Paul sur le chemin de Damas, 1735, collégiale Sainte-Gertrude de Nivelles
- statue en chêne (vers 1750) de la bienheureuse Itte d'Aquitaine, collégiale Sainte-Gertrude de Nivelles
- statue en chêne du bienheureux Pépin de Landen, vers 1750, collégiale Sainte-Gertrude de Nivelles
- quatre statues en chêne : Saint Pierre, Saint Paul, Saint André et Saint Jacques le Majeur, collégiale Sainte-Gertrude de Nivelles
- chaire de vérité en chêne, figure d'Élie au désert nourri par l'ange, vers 1740-1745, collégiale Sainte-Gertrude de Nivelles[21],[11].
- agneau de l'Apocalypse allongé sur le livre aux sept sceaux, bois peint en blanc, vers 1760, collégiale Sainte-Gertrude de Nivelles
- sculptures en chêne de deux allégories figurant la Force et la Prudence, 1739, collégiale Sainte-Gertrude de Nivelles [22],[23],[24]

### Pays-Bas
- "Pallas", statue de marbre, partie sauvée du cénotaphe de la famille van der Noot placé en 1746-1747 à l'église des Carmes de Bruxelles, Rijksmuseum, Amsterdam

### France
- Buste du Maréchal Maurice de Saxe, terre cuite, Musée de la Vie Romantique, Hôtel Scheffer-Renan, Paris
- Bénitier au putto, Musée municipal de la tour abbatiale de Saint-Amand-les-Eaux.
- La Conversion de Saint-Paul, Musée municipal de la tour abbatiale de Saint-Amand-les-Eaux.
- Caïn et Abel, Musée municipal de la tour abbatiale de Saint-Amand-les-Eaux.
- La justice et la bonne gouvernance, esquisses en terre cuite, Palais des beaux-arts de Lille.
- Samson déchirant la gueule du lion, marbre, musée du Louvre, Paris

### Royaume-Uni
- quatre statues de marbre figurant les quatre saisons : Le Printemps non signé, L'Été non signé, L'Automne signé et L'Hiver signé, West Wycombe Park, Buckinghamshire
- Vertumne et Pomone, marbre, Victoria and Albert Museum, Londres [24]

### Portugal
- statues de Saint-Raphaël et de l'ange tutélaire du royaume de Portugal, marbre, Basilique de Mafra, chapelle de Saint-Pierre d'Alcantara[24]